# Боровский, Владимир Максимович
Владимир Максимович Боровский (8 [20] декабря 1882, Москва — 1963) — советский зоолог и зоопсихолог, доктор биологических наук по специальности сравнительная психология и физиология, профессор МГУ.
В 1903 году окончил Императорское Московское техническое училище, в 1910 году — Гейдельбергский университет.

## Карьера и научная деятельность
- Октябрь 1918 — февраль 1921 — старший ассистент при кафедре зоологии и сравнительной анатомии Саратовского университета.
- Март 1921—1939 — преподаватель (с 1921); сотрудник Института экспериментальной психологии (с 1923); профессор, заведующий кафедрой в Тверском пединституте (1927—1933); профессор Ярославского пединститута (1935—1938); заведующий сектором психологии Института философии.

- В 1935 году присуждена степень доктора биологических наук без защиты диссертации[1].

- С 10 июня 1937 назначен исполняющим обязанности декана биологического факультета МГУ вместо «допустившей в своей работе ряд политических ошибок и притупившей партийную бдительность»  А. М. Быховской, одновременно становится директором Научно-исследовательского института зоологии при МГУ[2].  17 сентября 1937 года в структуру биологического факультета  включён Института морфогенеза[2], директором которого В. М. Боровский был либо 1936, либо с 1937 года[1].

- 1939—1948 — заведующий кафедрой зоологии Крымского пединститута (КрПИ), заместитель директора по научной и учебной работе (с 16 июня 1939), исполняющий обязанности директора (с июня 1941); заместитель директора по научной и учебной работе (с 5 апреля 1945), декан естественного факультета КрПИ (с июня 1946); уволен в 1948 году в разгар борьбы с генетиками в СССР по письму С. Л. Делямуре, который в 1949 году занял его место[3].
- 1950—1963 — заведующий кафедрой анатомии, физиологии и зоологии Челябинского государственного педагогического института.

## Работы
- Введение в сравнительную психологию. — М.: Работ. просв., 1927. — 222 с.
- Основы сравнительной рефлексологии. Учебное пособие для вузов. — М. — Л.: Гос. изд-во, 1929. — 200 с.
- Психическая деятельность животных. — М. — Л.: Биомедгиз, 1936. — 324 с.
- Рефлексы, инстинкты и навыки. Психологические исследования, т. 2. Под общей редкацией В. Н. Колбановского. Москва: Государственный институт психологии, 1936.
- Проблемы инстинкта. — Симферополь: Крымгиз, 1941. — 157 с.